# Ongole
Ongole – miasto w Indiach, w stanie Andhra Pradesh. W 2011 roku liczyło 208 344 mieszkańców.